# 양대인
양대인(1993년 2월 10일 ~ )은 대한민국의 전직 배틀그라운드 프로게이머이다. 프로게임단 지도자로도 활동했다. 선수 시절 아이디는 Daeny를 사용했다.

## 선수 시절
2017년 12월 레클레스에서 프로 커리어를 시작했다.
2018년 1월, 토크 투 머치에 입단했다.
2018년 2월, OP 게이밍 게인저스에 입단했다. 팀의 PUBG 서바이벌 시리즈 2018 시즌 2 우승에 기여했다.

## 지도자 생활
2020년 1월, 담원 게이밍의 코치로 부임했다. 리그 오브 월드 챔피언십 2020에 참가했으며 팀의 월즈 우승에 기여했다.
2021시즌을 앞두고 T1의 감독으로 부임했다. T1에서는 좋지 못한 성적을 올렸으며 여러 선수를 돌아가면서 쓰는 돌림판 운영으로 비판을 받기도 했다. 2021년 7월, 감독직에서 경질되었다.
2021년 7월, DWG KIA의 전력분석관으로 부임했다.
2022시즌을 앞두고 팀의 감독으로 부임했다. 스프링 시즌 4강 po, 서머 시즌 4강 po의 성적을 기록했으며 월드 챔피언십 8강의 성적을 거두었다. 2022시즌 종료 후 감독직에서 물러났다.

## 수상 내역

### 선수
- 아프리카TV PUBG 리그 파일럿 시즌 결승전 킬 부문 1위
- 핫식스 PUBG 서바이벌 시리즈 2018 시즌 2 우승

### 지도자
- 리그 오브 레전드 챔피언스 코리아 서머 2020 우승
- 리그 오브 레전드 월드 챔피언십 2020 우승